# Orchi-aceras
Orchi-aceras là một chi thực vật có hoa trong họ Lan.